# Udo zu Stolberg-Wernigerode

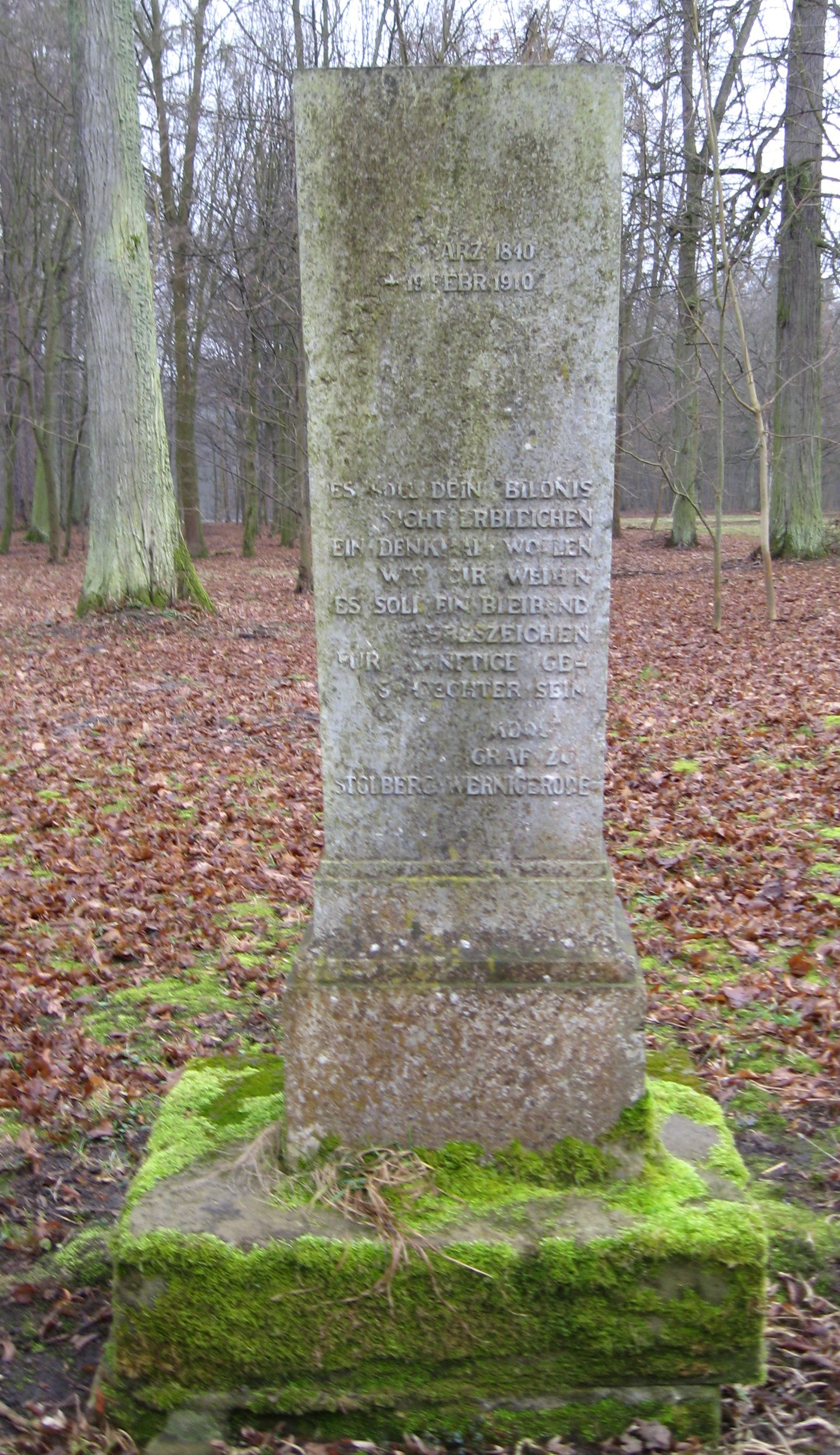
Grafsteen van Udo zu Stolberg-Wernigerode, in de omgeving van het paleis in Drogosze

Udo Graf zu Stolberg-Wernigerode (Berlijn, 4 maart 1840 - aldaar, 19 februari 1910) was een Duits staatsman. Hij behoorde tot het huis Stolberg. 

## Leven
Hij werd jurist en diende van 1859 tot 1871 als majoor à la suite in het leger. In het jaar van de stichting van het Duitse Keizerrijk (1871) werd hij afgevaardigde in de Rijksdag (1877-1893/1895-1910), in het jaar daarop lid van het Pruisische Herrenhaus. Hij werd in 1892 eerste president (Oberpräsident) van de Pruisische provincie Oost-Pruisen, welke functie hij in 1895 om politieke redenen neerlegde. Vervolgens werd hij 1e vicepresident en president van de Rijksdag (1907-1910).
Hij nam op 8 augustus 1872 van zijn oom Eberhard zu Stolberg-Wernigerode het majoraat van het Silezische Kreppelhof over. Van zijn grootmoeder Amalie von Dönhofstädt erfde hij Schloss Dönhoffstädt in Oost-Pruisen.

## Huwelijk en kinderen
Udo zu Stolberg-Wernigerode was sinds 26 juli 1871 gehuwd met Elisabeth, dochter van Adolf von Arnim-Boitzenburg en Caroline Gräfin von der Schulenburg-Wolfsburg (1849-1917). Uit het huwelijk werden tien kinderen geboren, onder wie de staatsman Albrecht zu Stolberg-Wernigerode.
- Gemeinsame Normdatei: 117674117
- International Standard Name Identifier: 0000 0000 1390 0260
- Virtual International Authority File: 40162011